# Kardinalstaatssekretär

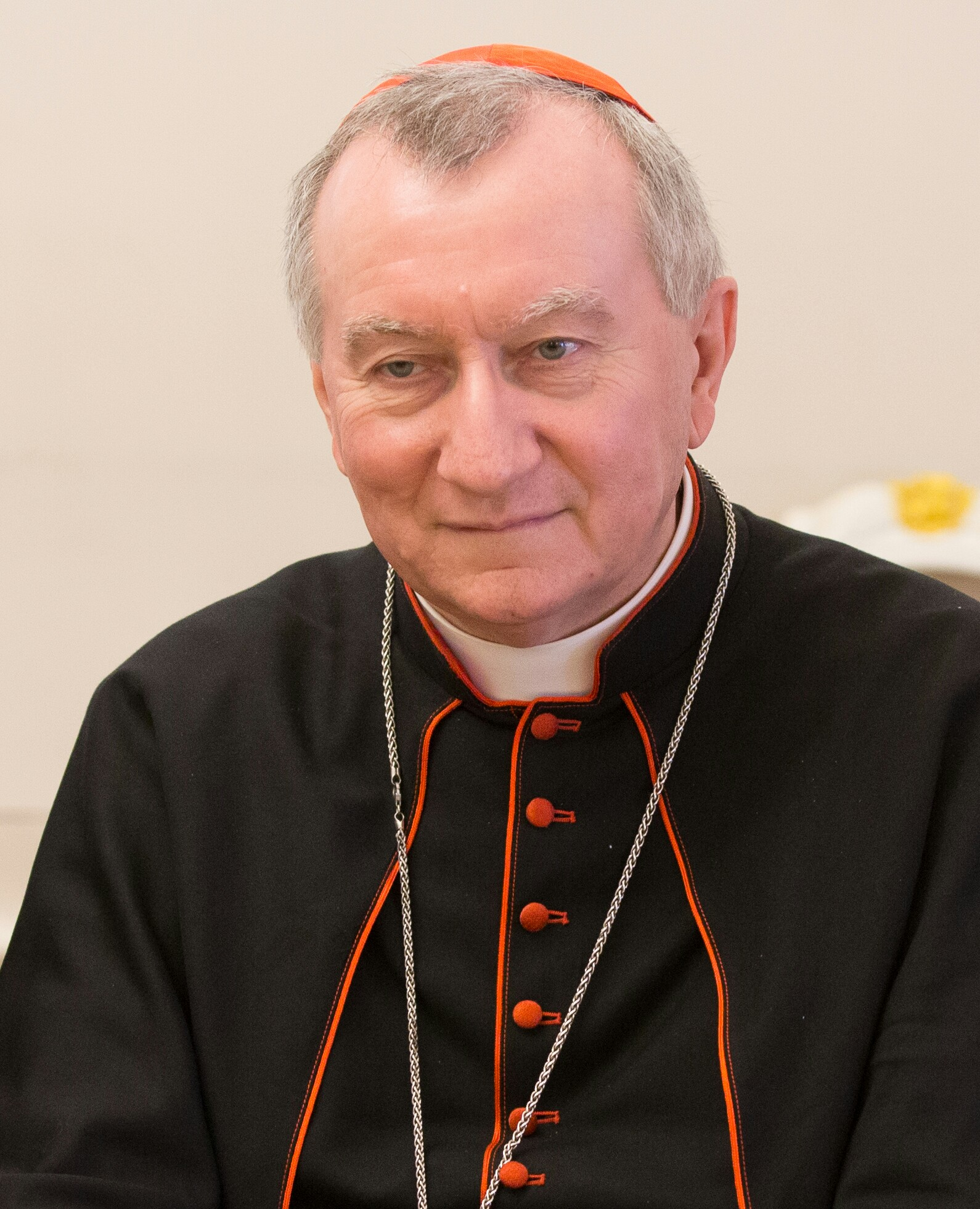
Pietro Kardinal Parolin

Wappen von Pietro Kardinal Parolin

Der Kardinalstaatssekretär, amtlich Cardinalis Secretarius Status (Art. 45 § 1 PE), steht dem Staatssekretariat des Heiligen Stuhls vor, das das wichtigste Dikasterium der Römischen Kurie ist und darum grundsätzlich auch von einem Kardinal geleitet wird, weshalb sich auch die Bezeichnung Kardinalstaatssekretär im Deutschen durchgesetzt hat. Falls das Amt des Kardinalstaatssekretärs vakant wird, wurde gelegentlich auch (vorübergehend) ein Pro-Staatssekretär (der noch kein Kardinal ist) vom Papst ernannt. Seit der Apostolischen Konstitution Praedicate Evangelium sind die Kurienpräfekten auch ohne Kardinalswürde gleich mit vollem Titel im Amt.
Der Kardinalstaatssekretär ist maßgeblich für die politischen und diplomatischen Aktivitäten des Heiligen Stuhls verantwortlich, weshalb er informell auch als Nummer zwei des Vatikans bezeichnet wird.
Die Funktionsperiode endet entweder durch die Abberufung durch den Papst, die Annahme des Rücktritts oder automatisch mit dem Eintritt einer Sedisvakanz. Nach deren Ende steht es dem neugewählten Papst frei, den ehemaligen Kardinalstaatssekretär in seinem Amt neuerlich zu bestätigen. In bislang drei Fällen (1655, 1667 und 1939) wurde ein Kardinalstaatssekretär zum Papst gewählt.
Zuletzt war Pietro Parolin von 2013 bis zum Tod von Papst Franziskus am 21. April 2025 Amtsinhaber. Am 9. Mai 2025 wurde Parolin von Papst Leo XIV. “donec aliter provideatur” (deutsch: „bis anderes verfügt wird“) in diesem Amt bestätigt.

## Liste der Kardinalstaatssekretäre
- Silvio Valenti (bis 1605)
- Scipione Borghese als Kardinalnepot (1605–1621)
- Ludovico Ludovisi als Kardinalnepot (1621–1623)
- Lorenzo Magalotti erster Staatssekretär neben einem Kardinalnepoten (1624–1628)
- Giovanni Giacomo Panciroli (1644–1651)
- Fabio Chigi, der spätere Papst Alexander VII. (1651–1655)
- Giulio Rospigliosi, der spätere Papst Clemens IX. (1655–1667)
- Decio Azzolini der Jüngere (1667–1669)
- Federico Borromeo der Jüngere (1670–1673)
- Francesco Nerli der Jüngere (1673–1676)
- Alderano Cibo (1676–1689)
- Giambattista Rubini (1689–1691), Neffe von Papst Alexander VIII.
- Fabrizio Spada (1691–1700)
- Fabrizio Paolucci (1700–1721)
- Giorgio Spinola (1721–1724)
- Fabrizio Paolucci (1724–1726) (2. Amtszeit)
- Niccolò Maria Lercari (1726–1730)
- Antonio Banchieri (1730–1733)
- Giuseppe Firrao (1733–1740)
- Silvio Valenti Gonzaga (1740–1756)
- Alberico Archinto (1756–1758)
- Ludovico Maria Torriggiani (1758–1769)
- Lazzaro Opizio Pallavicini (1769–1785)
- Ignazio Gaetano Boncompagni-Ludovisi (1785–1789)
- Francesco Saverio de Zelada (1789–1796)
- Ignazio Busca (1796–1797)
- Giuseppe Doria Pamphilj (1797–1799)
- Ercole Consalvi, Pro-Staatssekretär (1800); Kardinalstaatssekretär (1800–1806)
- Filippo Casoni (1806–1808)
- Giulio Gabrielli (1808–1814)
  - Giuseppe Doria Pamphilj, Prosekretär (1808)
  - Bartolomeo Pacca, Pro-Staatssekretär (1808–1814)
- Ercole Consalvi (1814–1823)[4]
- Giulio Maria della Somaglia (1823–1828)[4]
- Tommaso Bernetti (1828–1829)[4]
- Giuseppe Albani (1829–1830)[4]
- Tommaso Bernetti, Pro-Staatssekretär (1831); Kardinalstaatssekretär (1831–1836)[4]
- Luigi Lambruschini (1836–1846)[4]
- Tommaso Pasquale Gizzi (1846–1847)
- Gabriele Ferretti (1847–1848)
- Giuseppe Bofondi (1848)
- Giacomo Antonelli (1848)
- Antonio Francesco Orioli (1848) (ad interim)
- Giovanni Soglia Ceroni (1848)
- Giacomo Antonelli (1848–1876)
- Giovanni Simeoni (1876–1878)
- Alessandro Franchi (1878)
- Lorenzo Nina (1878–1880)
- Lodovico Jacobini (1880–1887)
- Mariano Rampolla del Tindaro (1887–1903)
- Rafael Merry del Val y Zulueta (1903–1914)
- Domenico Ferrata (1914)
- Pietro Gasparri (1914–1930)
- Eugenio Pacelli, der spätere Papst Pius XII. (1930–1939) (zugleich Kardinalkämmerer)
- Luigi Maglione (1939–1944)
- Amt nicht besetzt (1944–1952), Pius XII. übernahm selbst die Agenden
  - Domenico Tardini, Pro-Staatssekretär für außerordentliche kirchliche Angelegenheiten (1952–1958)
  - Giovanni Battista Montini, der spätere Papst Paul VI., Pro-Staatssekretär für ordentliche Angelegenheiten (1952–1954)
- Domenico Tardini (1958–1961)
- Amleto Giovanni Cicognani (1961–1969)
- Jean-Marie Villot (2. Mai 1969 bis 9. März 1979)
- Agostino Casaroli, Pro-Staatssekretär (28. April – 30. Juni 1979); Kardinalstaatssekretär (1. Juli 1979 bis 1. Dezember 1990)
- Angelo Sodano, Pro-Staatssekretär (1. Dezember 1990 bis 28. Juni 1991); Kardinalstaatssekretär (29. Juni 1991 bis 15. September 2006)
- Tarcisio Bertone (15. September 2006 bis 15. Oktober 2013) (zugleich Kardinalkämmerer)
- Pietro Parolin, Pro-Staatssekretär (15. Oktober 2013 bis 21. Februar 2014); Kardinalstaatssekretär (22. Februar 2014 bis 21. April 2025)[2] Seit 9. Mai 2025 wieder Kardinalstaatssekretär.